# Campionati europei under 23 di lotta 2023
I campionati europei di under 23 lotta 2023 si sono svolti presso la Sala Polivalentă di Bucarest, in Romania, dal 13 al 19 marzo 2023. Sono stati l'8ª edizione della manifestazione continentale per lottatori di età inferiore ai 23 anni. Si sono svolti 30 tornei di cui 10 di lotta greco-romana e 20 di lotta libera, 10 femminile e 10 maschile.

## Partecipanti
Hanno preso parte alla competizione 367 lottatori in rappresentanza di 33 differenti nazioni.
1. Albania (1)
2. Armenia (20)
3. Austria (2)
4. Azerbaigian (26)
5. Bulgaria (25)
6. Croazia (5)
7. Rep. Ceca (5)
8. Danimarca (2)
9. Spagna (4)
10. Estonia (3)
11. Finlandia (5)
12. Francia (14)
13. Georgia (20)
14. Germania (17)
15. Gran Bretagna (1)
16. Grecia (11)
17. Ungheria (13)
18. Israele (6)
19. Italia (12)
20. Kosovo (1)
21. Lettonia (2)
22. Lituania (9)
23. Moldavia (21)
24. Macedonia del Nord (5)
25. Norvegia (3)
26. Polonia (20)
27. Romania (30)
28. Serbia (7)
29. Svizzera (4)
30. Slovacchia (4)
31. Svezia (9)
32. Turchia (30)
33. Ucraina (30)

## Programma
Gli orari sono espressi in (UTC+2)
| Data     | Ora         | Evento                                                                      |
| -------- | ----------- | --------------------------------------------------------------------------- |
| 13 marzo | 11.30-14.30 | Qualificazioni: GR – 55,63,77,87,130 kg                                     |
| 13 marzo | 18:30-19.30 | Semifinali: GR – 55,63,77,87,130 kg                                         |
| 14 marzo | 11.30-14.30 | Qualificazioni: GR – 60,67,72,82,97 kg; Ripescaggi: GR – 55,63,77,87,130 kg |
| 14 marzo | 16.45-17.45 | Semifinali: GR – 60,67,72,82,97 kg                                          |
| 14 marzo | 18.00-20.30 | Finali: GR – 55,63,77,87,130 kg                                             |
| 15 marzo | 11.30-14.00 | Qualificazioni: WW – 50,55,59,68,76 kg; Ripescaggi: GR – 60,67,72,82,97 kg  |
| 15 marzo | 16.45-17.45 | Semifinali: WW – 50,55,59,68,76 kg                                          |
| 15 marzo | 18.00-20.30 | Finali: GR – 60,67,72,82,97 kg                                              |
| 16 marzo | 11.30-14.00 | Qualificazioni: WW – 53,57,62,65,72 kg; Ripescaggi: WW – 50,55,59,68,76 kg  |
| 16 marzo | 16.45-17.45 | Semifinali: WW – 53,57,62,65,72 kg                                          |
| 16 marzo | 18.00-20.30 | Finali: WW – 50,55,59,68,76 kg                                              |
| 17 marzo | 11.30-14.00 | Qualificazioni: FS – 57,65,70,79,97 kg; Ripescaggi: WW – 53,57,62,65,72 kg  |
| 17 marzo | 16.45-17.45 | Semifinali: FS – 57,65,70,79,97 kg                                          |
| 17 marzo | 18.00-20.30 | Finali: WW – 53,57,62,65,72 kg                                              |
| 18 marzo | 11.30-14.00 | Qualificazioni: FS – 61,74,86,92,125 kg; Ripescaggi: FS – 57,65,70,79,97 kg |
| 18 marzo | 16.45-17.45 | Semifinali: FS – 61,74,86,92,125 kg                                         |
| 18 marzo | 18.00-20.30 | Finali: FS – 57,65,70,79,97 kg                                              |
| 19 marzo | 16.30-17.45 | Ripescaggi: FS – 61,74,86,92,125 kg                                         |
| 19 marzo | 18.00-20.30 | Finali: FS – 61,74,86,92,125 kg                                             |

Legenda
GR - Lotta greco-romana
WW - Lotta libera femminile
FS - Lotta libera maschile

## Provvedimenti disciplinari
Il lottatore azero Rahim Hasanov ha colpito al volto l'atleta armeno Karapet Manvelyan, dopo la sconfitta subita nei quarti di finale del torneo di lotta greco-romana 55 kg, quando quest'ultimo lo stava raggiungendo per una stretta di mano. La Federazione internazionale di lotta lo ha squalificato per comportamento antisportivo.
Nell'incontro di semifinale del torneo di lotta libera 125 kg tra il georgiano Solomon Manashvili e l'azero Vakhit Galayev, gli arbitri hanno mostrato il cartellino rosso a entrambi i lottatori e li hanno squalificati a causa di una rissa scoppiata al termine dell'incontro. I perdenti dei quarti di finale, l'ucraino Volodymyr Kochanov e l'armeno Martin Simonyan, hanno quindi disputato un incontro sostitutivo di semifinale tra di loro.

## Podi

### Uomini

#### Lotta libera
| Evento | Oro                            | Argento                        | Bronzo                         |
| 57 kg  | Niklas Stechele Germania       | Tolga Özbek Turchia            | Edik Harutyunyan Armenia       |
| 57 kg  | Niklas Stechele Germania       | Tolga Özbek Turchia            | Luka Gvinjilia Georgia         |
| 61 kg  | Andrii Dzhelep Ucraina         | Mezhlum Mezhlumyan Armenia     | Simone Piroddu Italia          |
| 61 kg  | Andrii Dzhelep Ucraina         | Mezhlum Mezhlumyan Armenia     | Emre Kural Turchia             |
| 65 kg  | Khamzat Arsamerzouev Francia   | Rashid Babazade Azerbaigian    | Mykyta Honcharov Ucraina       |
| 65 kg  | Khamzat Arsamerzouev Francia   | Rashid Babazade Azerbaigian    | Goga Otinashvili Georgia       |
| 70 kg  | Magomed Khaniev Azerbaigian    | Hayk Papikyan Armenia          | Shamil Ustaev Germania         |
| 70 kg  | Magomed Khaniev Azerbaigian    | Hayk Papikyan Armenia          | Davit Patsinashvili Georgia    |
| 74 kg  | Turan Bayramov Azerbaigian     | Vasile Diacon Moldavia         | Krisztian Biro Romania         |
| 74 kg  | Turan Bayramov Azerbaigian     | Vasile Diacon Moldavia         | Giorgi Gogritchiani Georgia    |
| 79 kg  | Georgios Kougioumtsidis Grecia | Vladimeri Gamq'relidze Georgia | Eugeniu Mihalcean Moldavia     |
| 79 kg  | Georgios Kougioumtsidis Grecia | Vladimeri Gamq'relidze Georgia | Sabuhi Amiraslanov Azerbaigian |
| 86 kg  | Rakhim Magamadov Francia       | Knyaz Iboyan Armenia           | İsmail Küçüksolak Turchia      |
| 86 kg  | Rakhim Magamadov Francia       | Knyaz Iboyan Armenia           | Joshua Morodion Germania       |
| 92 kg  | Andro Margishvili Georgia      | Muhammet Gimri Turchia         | Sergey Sargsyan Armenia        |
| 92 kg  | Andro Margishvili Georgia      | Muhammet Gimri Turchia         | Adlan Viskhanov Francia        |
| 97 kg  | Islam Ilyasov Azerbaigian      | Oktay Çifçi Turchia            | Radu Lefter Moldavia           |
| 97 kg  | Islam Ilyasov Azerbaigian      | Oktay Çifçi Turchia            | Ertuğrul Ağca Germania         |
| 125 kg | Georgi Ivanov Bulgaria         | Volodymyr Kochanov Ucraina     | Efe Anıl Al Turchia            |
| 125 kg | Georgi Ivanov Bulgaria         | Volodymyr Kochanov Ucraina     | Martin Simonyan Armenia        |

#### Lotta greco-romana
| Evento | Oro                            | Argento                       | Bronzo                        |
| 55 kg  | Denis Florin Mihai Romania     | Karapet Manvelyan Armenia     | Eduard Strilchuk Ucraina      |
| 55 kg  | Denis Florin Mihai Romania     | Karapet Manvelyan Armenia     | Muhammet Emin Çakır Turchia   |
| 60 kg  | Elmir Aliyev Azerbaigian       | Melkamu Fetene Israele        | Vladyslav Kuzko Ucraina       |
| 60 kg  | Elmir Aliyev Azerbaigian       | Melkamu Fetene Israele        | Mert İlbars Turchia           |
| 63 kg  | Tino Tapio Ojala Finlandia     | Giorgi Shotadze Georgia       | Mairbek Salimov Polonia       |
| 63 kg  | Tino Tapio Ojala Finlandia     | Giorgi Shotadze Georgia       | Vitalie Eriomenco Moldavia    |
| 67 kg  | Diego Chkhikvadze Georgia      | Mustafa Safa Yıldırım Turchia | Shon Nadorgin Israele         |
| 67 kg  | Diego Chkhikvadze Georgia      | Mustafa Safa Yıldırım Turchia | Ivo Iliev Bulgaria            |
| 72 kg  | Gurban Gurbanov Azerbaigian    | Irfan Mirzoiev Ucraina        | Abdullah Toprak Turchia       |
| 72 kg  | Gurban Gurbanov Azerbaigian    | Irfan Mirzoiev Ucraina        | Giorgi Chkhikvadze Georgia    |
| 77 kg  | Alexandrin Guțu Moldavia       | Khasay Hasanli Azerbaigian    | Mykyta Politaiev Ucraina      |
| 77 kg  | Alexandrin Guțu Moldavia       | Khasay Hasanli Azerbaigian    | Deni Nakaev Germania          |
| 82 kg  | Jonni Sarkkinen Finlandia      | Exauce Mukubu Norvegia        | Saba Mamaladze Georgia        |
| 82 kg  | Jonni Sarkkinen Finlandia      | Exauce Mukubu Norvegia        | Adam Gardzioła Polonia        |
| 87 kg  | Dávid Losonczi Ungheria        | Turpal Bisultanov Danimarca   | Hovhannes Harutyunyan Armenia |
| 87 kg  | Dávid Losonczi Ungheria        | Turpal Bisultanov Danimarca   | Muhittin Sarıçiçek Turchia    |
| 97 kg  | Murad Ahmadiyev Azerbaigian    | Alex Szőke Ungheria           | Hayk Khloyan Armenia          |
| 97 kg  | Murad Ahmadiyev Azerbaigian    | Alex Szőke Ungheria           | Lucas Lazogianis Germania     |
| 130 kg | Mykhailo Vyshnyvetskyi Ucraina | Giorgi Tsopurashvili Georgia  | Hamza Bakır Turchia           |
| 130 kg | Mykhailo Vyshnyvetskyi Ucraina | Giorgi Tsopurashvili Georgia  | Albert Vardanyan Armenia      |

### Donne

#### Lotta libera
| Evento | Oro                          | Argento                      | Bronzo                       |
| 50 kg  | Emma Luttenauer Francia      | Emanuela Liuzzi Italia       | Zehra Demirhan Turchia       |
| 50 kg  | Emma Luttenauer Francia      | Emanuela Liuzzi Italia       | Ana Maria Pîrvu Romania      |
| 53 kg  | Zeynep Yetgil Turchia        | Liliia Malanchuk Ucraina     | Anastasia Blayvas Germania   |
| 53 kg  | Zeynep Yetgil Turchia        | Liliia Malanchuk Ucraina     | Mariana Drăguțan Moldavia    |
| 55 kg  | Jonna Malmgren Svezia        | Andreea Ana Romania          | Mariia Vynnyk Ucraina        |
| 55 kg  | Jonna Malmgren Svezia        | Andreea Ana Romania          | Elnura Mammadova Azerbaigian |
| 57 kg  | Anna Hella Szel Ungheria     | Oleksandra Khomenets Ucraina | Zhala Aliyeva Azerbaigian    |
| 57 kg  | Anna Hella Szel Ungheria     | Oleksandra Khomenets Ucraina | Naemi Leistner Germania      |
| 59 kg  | Solomiia Vynnyk Ucraina      | Amel Rebiha Francia          | Ana Maria Puiu Romania       |
| 59 kg  | Solomiia Vynnyk Ucraina      | Amel Rebiha Francia          | Ebru Dağbaşı Turchia         |
| 62 kg  | Iryna Bondar Ucraina         | Ameline Douarre Francia      | Elena Esposito Italia        |
| 62 kg  | Iryna Bondar Ucraina         | Ameline Douarre Francia      | Viktoria Vesso Estonia       |
| 65 kg  | Amina Capezan Romania        | Birgul Soltanova Azerbaigian | Elma Zeidlere Lettonia       |
| 65 kg  | Amina Capezan Romania        | Birgul Soltanova Azerbaigian | Iris Thiebaux Francia        |
| 68 kg  | Nesrin Baş Turchia           | Zsuzsanna Molnár Slovacchia  | Karolina Pok Ungheria        |
| 68 kg  | Nesrin Baş Turchia           | Zsuzsanna Molnár Slovacchia  | Irina Rîngaci Moldavia       |
| 72 kg  | Wiktoria Choluj Polonia      | Iryna Zablotska Ucraina      | Tindra Sjöberg Svezia        |
| 72 kg  | Wiktoria Choluj Polonia      | Iryna Zablotska Ucraina      | Noémi Szabados Ungheria      |
| 76 kg  | Anastasiya Alpyeyeva Ucraina | Kamilė Gaučaitė Lituania     | Mehtap Gültekin Turchia      |
| 76 kg  | Anastasiya Alpyeyeva Ucraina | Kamilė Gaučaitė Lituania     | Fanni Nagy Nad Serbia        |

## Classifica squadre
| Pos. | Lotta libera maschile | Lotta libera maschile | Lotta greco-romana | Lotta greco-romana | Lotta libera femminile | Lotta libera femminile |
| Pos. | Squadra               | Punti                 | Squadra            | Punti              | Squadra                | Punti                  |
| ---- | --------------------- | --------------------- | ------------------ | ------------------ | ---------------------- | ---------------------- |
| 1    | Azerbaigian           | 140                   | Turchia            | 127                | Ucraina                | 159                    |
| 2    | Turchia               | 129                   | Ucraina            | 126                | Turchia                | 129                    |
| 3    | Georgia               | 125                   | Georgia            | 125                | Romania                | 123                    |
| 4    | Armenia               | 123                   | Azerbaigian        | 123                | Francia                | 92                     |
| 5    | Ucraina               | 96                    | Armenia            | 105                | Azerbaigian            | 78                     |
| 6    | Francia               | 89                    | Finlandia          | 64                 | Italia                 | 77                     |
| 7    | Moldavia              | 85                    | Ungheria           | 63                 | Ungheria               | 71                     |
| 8    | Germania              | 78                    | Moldavia           | 62                 | Germania               | 64                     |
| 9    | Romania               | 67                    | Romania            | 51                 | Polonia                | 57                     |
| 10   | Bulgaria              | 55                    | Polonia            | 48                 | Svezia                 | 46                     |